# Sedum brevifolium
Sedum brevifolium är en fetbladsväxtart som beskrevs av Dc.. Sedum brevifolium ingår i Fetknoppssläktet som ingår i familjen fetbladsväxter. Inga underarter finns listade i Catalogue of Life.

## Bildgalleri

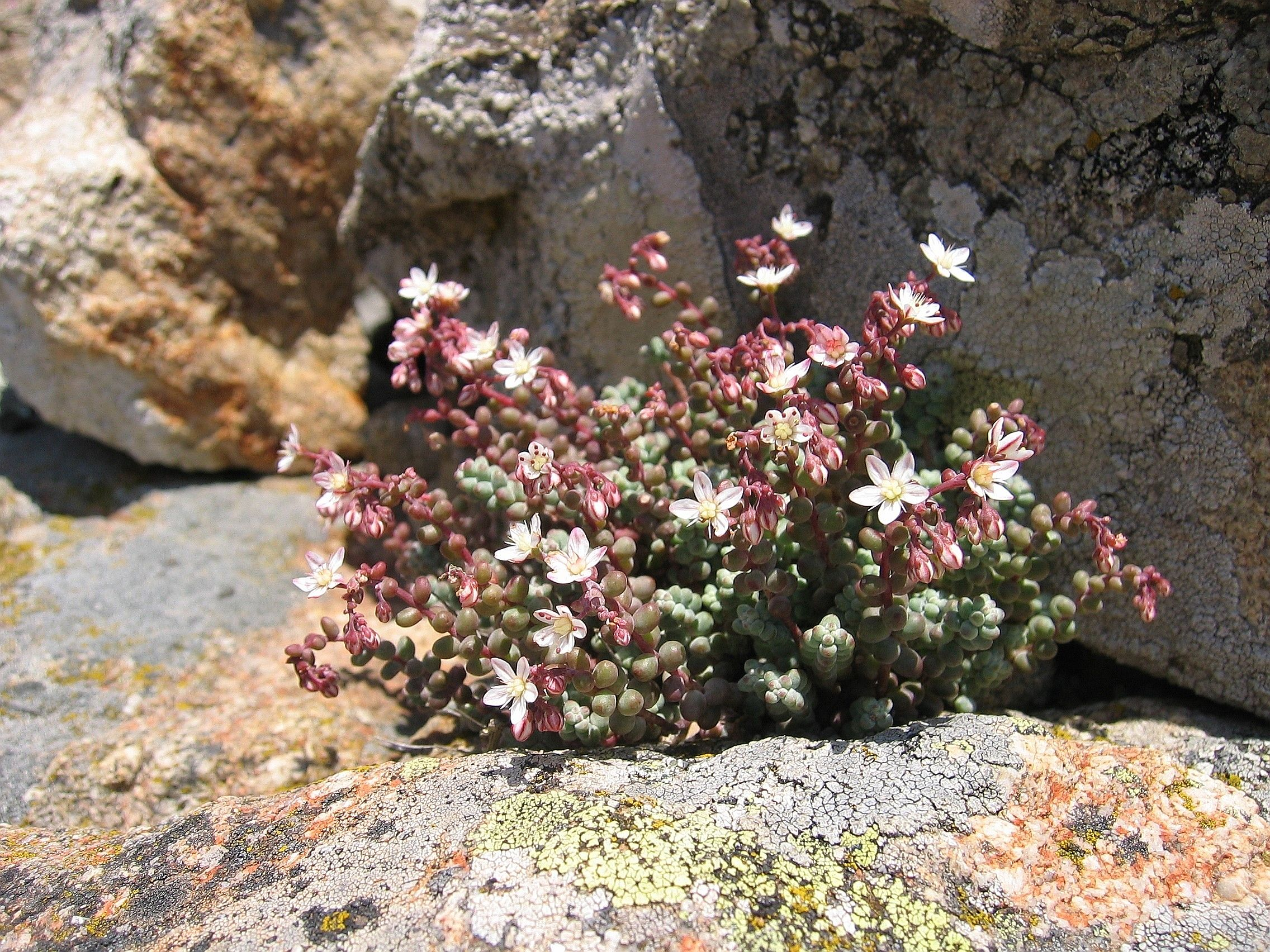
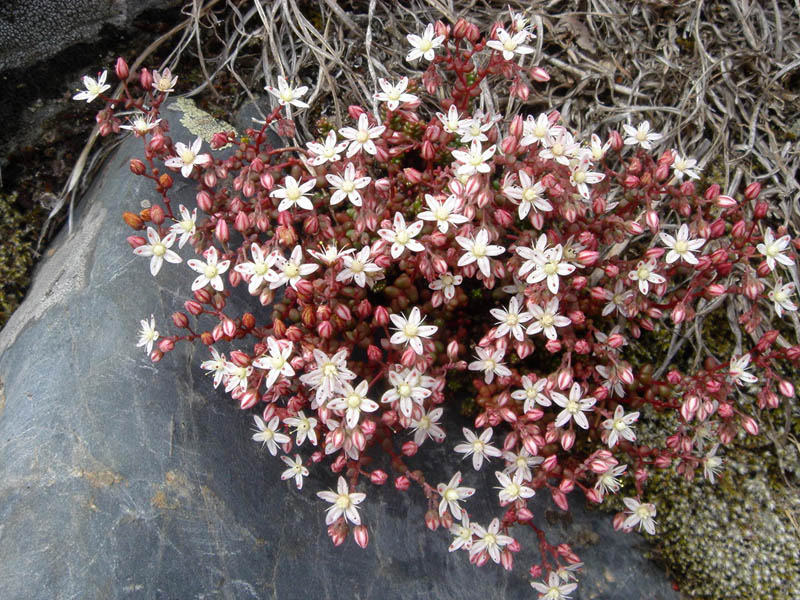
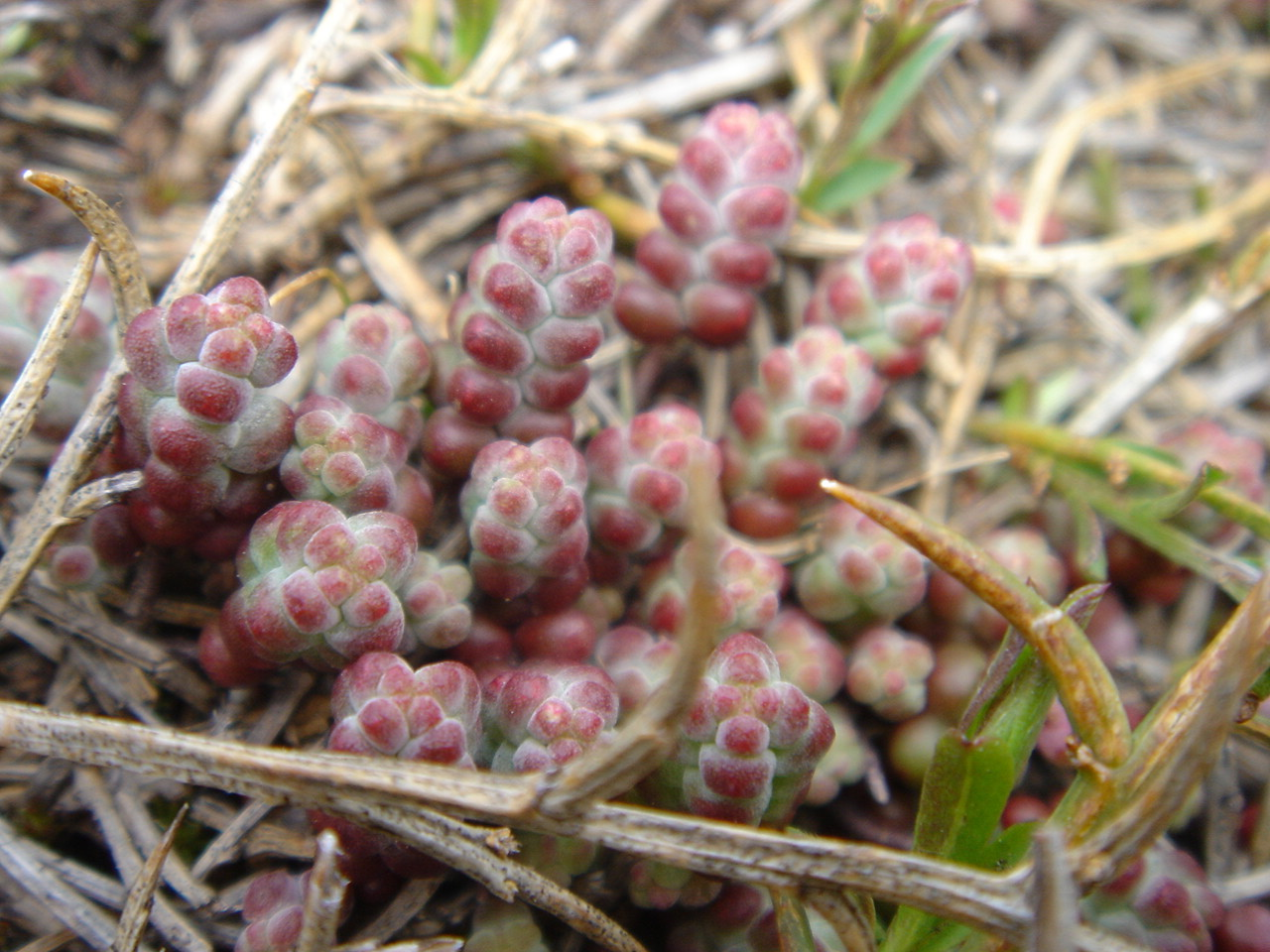